# Grenville M. Dodge

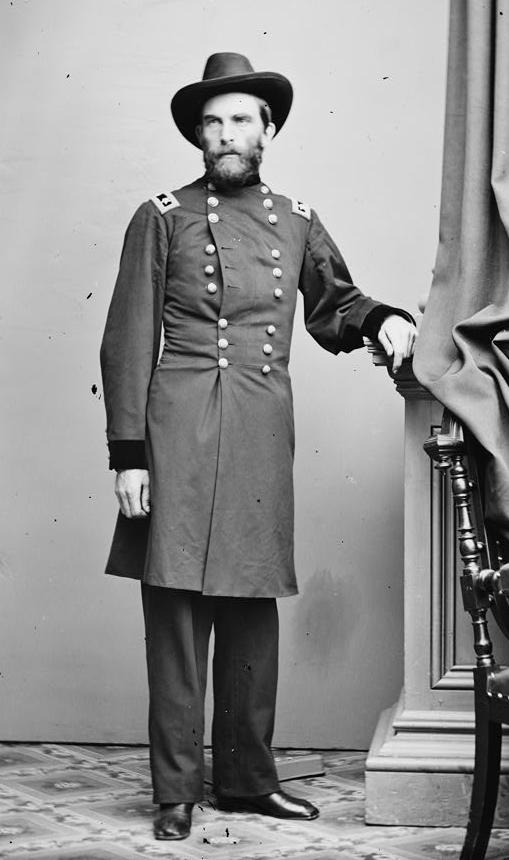
Grenville M. Dodge

Vollendung der First Transcontinental Railroad, Grenville M. Dodge als Vertreter der UP

Grenville Mellen Dodge (* 12. April 1831 in Danvers, Essex County, Massachusetts; † 3. Januar 1916 in Council Bluffs, Iowa) war ein US-amerikanischer Offizier, Politiker und Ingenieur. Zwischen 1867 und 1869 vertrat er den Bundesstaat Iowa im US-Repräsentantenhaus. Als Ingenieur war er maßgebend für die Union Pacific Railroad an der transkontinentalen Eisenbahnlinie von Omaha nach Sacramento tätig.

## Werdegang
Grenville Dodge besuchte die öffentlichen Schulen in seinem Geburtsort Danvers und danach die Durham Academy in New Hampshire. Anschließend studierte er bis 1851 an der Norwich University in Vermont das Ingenieurwesen. Nach dem Ende seiner Studienzeit ging er für die Illinois Central nach Peru (Illinois) und wurde schließlich von Thomas C. Durant angeworben, eine Landvermessung, ausgehend von Council Bluffs in Iowa in westlicher Richtung durchzuführen, die er innerhalb von fünf Jahren gründlich durchführte. In Council Bluffs wurde er 1860 Mitglied im Stadtrat. 
Während des Bürgerkrieges stieg Dodge in der Armee der Union bis zum Generalmajor auf. Er blieb bis zum 30. Mai 1866 im Militärdienst. In seinem letzten Dienstjahr war er nach dem Ende des Bürgerkrieges in einigen Indianerfeldzügen im Bereich von Kansas, Nebraska und Utah eingesetzt.
Nach dem Ende seiner Militärzeit widmete sich Dodge wieder der Eisenbahn: Zwischen 1866 und 1870 war er leitender Ingenieur der Eisenbahngesellschaft Union Pacific Railroad. In dieser Eigenschaft war er am Bau der ersten transkontinentalen Eisenbahnverbindung beteiligt, bei deren Abschlusszeremonie er die Union Pacific vertrat.
Politisch war er Mitglied der Republikanischen Partei. In den Jahren 1868, 1872 und 1876 war er Delegierter zu den jeweiligen Republican National Conventions, auf denen Ulysses S. Grant und zuletzt Rutherford B. Hayes als Präsidentschaftskandidaten nominiert wurden. 1866 wurde Dodge im fünften Wahlbezirk von Iowa in das US-Repräsentantenhaus in Washington, D.C. gewählt, wo er am 4. März 1867 die Nachfolge von John A. Kasson antrat. Eine erneute Kandidatur lehnte er ab und schied am 3. März 1869 aus. Bemerkenswert ist, dass er gleichzeitig noch für die Union Pacific Railroad arbeitete – nach heutigen Gesichtspunkten ein Interessenkonflikt. In seine Amtszeit im US-Repräsentantenhaus fielen die Spannungen zwischen der Republikanischen Partei und Präsident Andrew Johnson und die Annahme des 14. Verfassungszusatzes, der den ehemaligen Sklaven die Staatsbürgerschaft verlieh.
In den Jahren vor und nach seinen zwei Jahren im Kongress blieb Grenville Dodge völlig bei der Eisenbahn. Er war leitender Ingenieur und teilweise sogar Präsident mehrerer Eisenbahngesellschaften. 
Schließlich ließ er sich in New York nieder. Von dort aus leitete er seine geschäftlichen Unternehmungen. Politisch wurde er Leiter einer Sonderkommission, die die Gründe für den Ausbruch des Spanisch-Amerikanischen Krieges von 1898 untersuchte. Später kehrte er nach Iowa zurück. Grenville Dodge starb am 3. Januar 1916 in Council Bluffs. Der historische Militärstützpunkt Fort Dodge in Kansas wurde nach ihm benannt.